# Hunald Akvitanski
Hunald,  znan tudi kot Hunoald, Hunuald, Hunold ali Hunaud, je bil od leta 735 do 744 ali 748  vojvoda Akvitanije in grof Toulousa. Oba položaja je nasledil po svojem očetu Odu Velikemu, * ni znano, † ni znano.  
Hunald ni priznaval nadoblasti frankovskega majordoma Karla Martela, zato ga je Karel napadel, osvojil Bordeaux in Blaye in nazadnje dovolil Hunaldu, da obdrži Akvitanijo pod pogojem, da mu priseže zvestobo.
Zgleda, da so bili od leta 736 do 741  odnosi med njima dokaj prijateljski, po Karlovi smrti leta 741 pa je Hunald Frankom napovedal vojno.  Pipin Mali in Karlman sta prečila Loaro, oplenila pokrajino Berry in predmestja  Bourgesa, Karlman pa je razen tega uničil grad Loches in odgnal v ujetništvo vse njegove stanovalce.  Hunald se je za opustošenje maščeval z  divjanjem in požigom Chartresa. Leta 744 je zaprosil za mir in se umaknil v samostan, verjetno v Île de Ré.
Kasneje se je pojavil  v Italiji, kjer je s papežem sklenil zavezništvo proti Langobardom. Umrl je kot branilec Rima med obleganjem langobardskega kralja  Ajstulfa. Vojvodino Akvitanijo je zapustil Vajfarju, ki je bil morda njegov sin in je osem let pred Franki branil svojo neodvisnost.
Po smrti Pipina Malega je bil na začetku vladanja Karla Velikega  v Akvitaniji zadnji upor proti Frankom, ki ga je vodil nek Hunald. Karel Veliki in njegov brat  Karlman sta leta 769 upor zatrla. Omenjeni Hunald se je zatekel h gaskonjskemu vojvodi Lupu, ki ga je predal njegovim sovražnikom. Zgleda, da Hunald ni imel nobene zveze z akvitanskim vojvodom Hunaldom, čeprav nekateri zgodovinarji temu oporekajo. Nekateri zgodovinarji ga imenujejo Hunald II. in ga povezujejo s poveljnikom baskovske vojske, ki je porazila Franke v bitki pri Roncesvalesu.